# David Johnson (basket-ball)
Pour les articles homonymes, voir David Johnson.
David Ricardo Johnson, né le 26 février 2001 à Louisville dans le Kentucky, est un joueur américain de basket-ball évoluant au poste d'arrière et mesurant 1,91 m.

## Biographie

### Université
Le 14 avril 2021, David Johnson se présente officiellement pour la draft 2021.

### NBA
Il est sélectionné en 47e position par les Raptors de Toronto. Le 9 août 2021, il signe un contrat two-way en faveur des Raptors de Toronto pour la saison à venir.

## Statistiques

### Universitaires
Les statistiques de David Johnson en matchs universitaires sont les suivantes :
| Saison    | Équipe     | Matchs | Titul. | Min./m | % Tir | % 3pts | % LF | Rbds/m. | Pass/m. | Int/m. | Ctr/m. | Pts/m. |
| --------- | ---------- | ------ | ------ | ------ | ----- | ------ | ---- | ------- | ------- | ------ | ------ | ------ |
| 2019-2020 | Louisville | 27     | 4      | 16,0   | 49,3  | 21,7   | 60,0 | 2,80    | 2,80    | 0,70   | 0,30   | 6,30   |
| 2020-2021 | Louisville | 19     | 19     | 35,1   | 41,1  | 38,6   | 70,0 | 5,80    | 3,20    | 1,10   | 0,30   | 12,60  |
| Carrière  | Carrière   | 46     | 23     | 23,9   | 44,4  | 34,9   | 65,0 | 4,00    | 2,90    | 0,80   | 0,30   | 8,90   |